# Ohio Scientific Superboard II

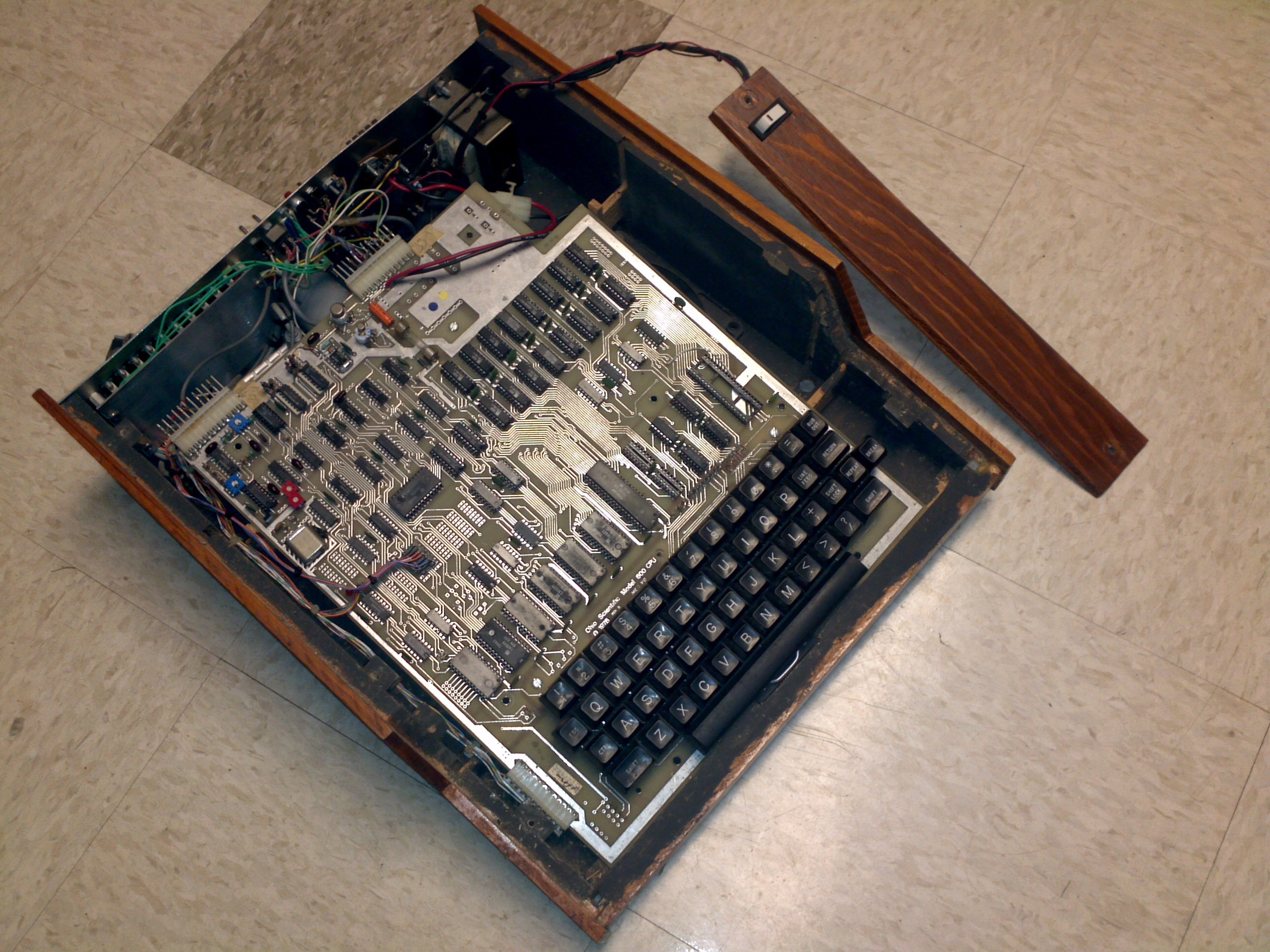
Superboard II mit offenem Eigenbau-Gehäuse

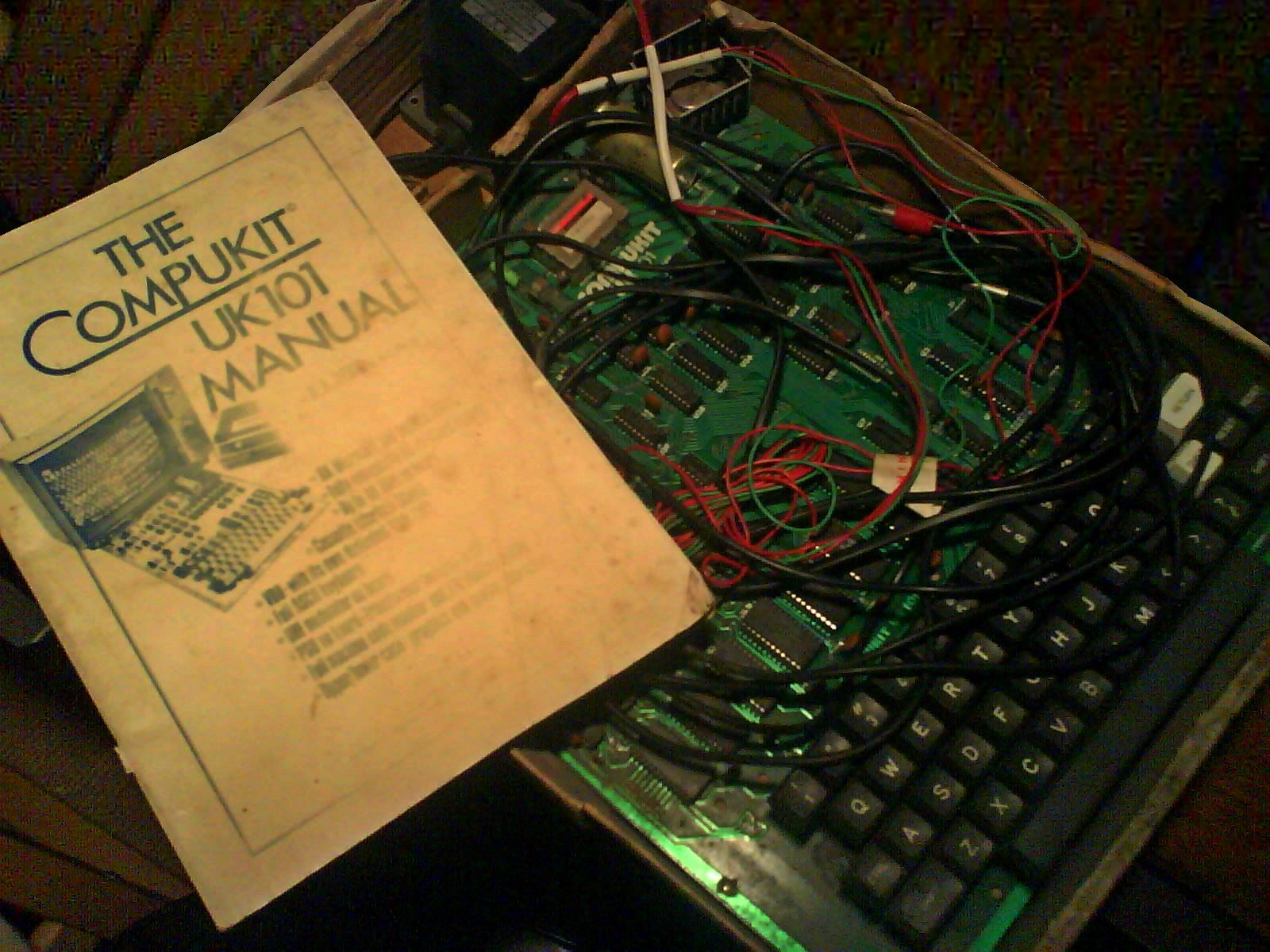
Compukit UK101, ein Clone des Ohio Scientific Superboard II

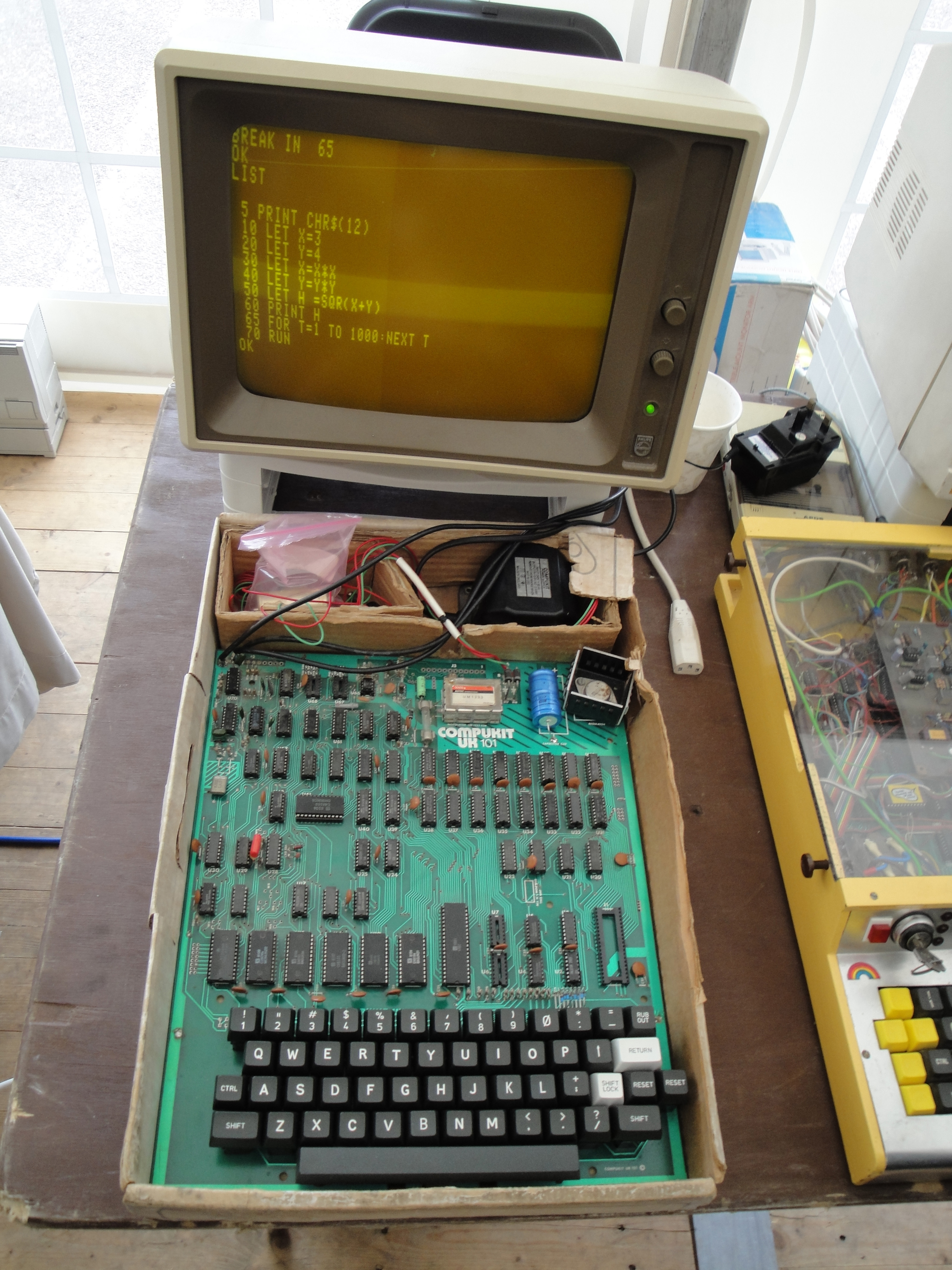
Compukit UK101 in Aktion

Der Ohio Scientific Superboard II, ab 1978 für 279 US$ verkauft, war ein typischer Vertreter der frühen Generation von Mikrocomputern. Basierend auf dem 6502-Prozessor bestand der ganze Computer nur aus einer großen Hauptplatine, auf der sich auch die Tastatur befand (wie damals weit verbreitet ohne Cursortasten und Ziffernblock). Gehäuse und Netzteil waren als Zubehör erhältlich.
Der OS Superboard II verfügte über eine 40 × 25 Zeichen Textausgabe per Videoausgang (damals für Computer dieser Art und Preisklasse nicht unbedingt selbstverständlich) und einen Kassettenport nach Kansas City Standard zur Datensicherung. Im ROM befanden sich ein Microsoft BASIC und ein Monitorprogramm, der RAM-Speicher konnte mit 4 KB oder 8 KB bestückt werden.